# Americio
El americio es un elemento químico artificial de número atómico 95 situado dentro del grupo de los actínidos en la tabla periódica de los elementos. Su símbolo es Am. Todos sus isótopos son radiactivos y no existen en la naturaleza. Su nombre proviene de América, de forma análoga al europio.
El americio fue producido por primera vez en 1944 por el grupo de Glenn T. Seaborg de Berkeley, California, en el Laboratorio metalúrgico de la Universidad de Chicago, como parte del Proyecto Manhattan. Aunque es el tercer elemento en la serie transuránica, fue descubierto en cuarto lugar y después del curio, más pesado. El descubrimiento se mantuvo en secreto y solo se hizo público en noviembre de 1945. La mayor parte del americio es producido por uranio o plutonio bombardeados con neutrones en reactor nuclear: una tonelada de combustible nuclear gastado contiene alrededor de 100 gramos de americio. Es ampliamente utilizado en cámara de ionización detector de humos, así como en fuente de neutrones y medidores industriales. Se han propuesto varias aplicaciones inusuales, como baterías nucleares o combustible para naves espaciales con propulsión nuclear, para el isótopo 242mAm, pero aún se ven obstaculizadas por la escasez y el alto precio de este isómero nuclear.
El americio es un producto radiactivo relativamente suave con apariencia plateada. Sus isótopos más comunes son 241Am y 243Am. En compuestos químicos, el americio generalmente asume el estado de oxidación +3, especialmente en soluciones.Se conocen otros estados de oxidación, que van de +2 a +7, y pueden identificarse por sus espectros de absorción óptica característicos. La red cristalina del americio sólido y sus compuestos contienen pequeños defectos radiogénicos intrínsecos, debidos a la metamictización inducida por la autoirradiación con partículas alfa, que se acumula con el tiempo; esto puede causar una deriva de algunas propiedades del material con el tiempo, más notable en las muestras más antiguas.

## Historia

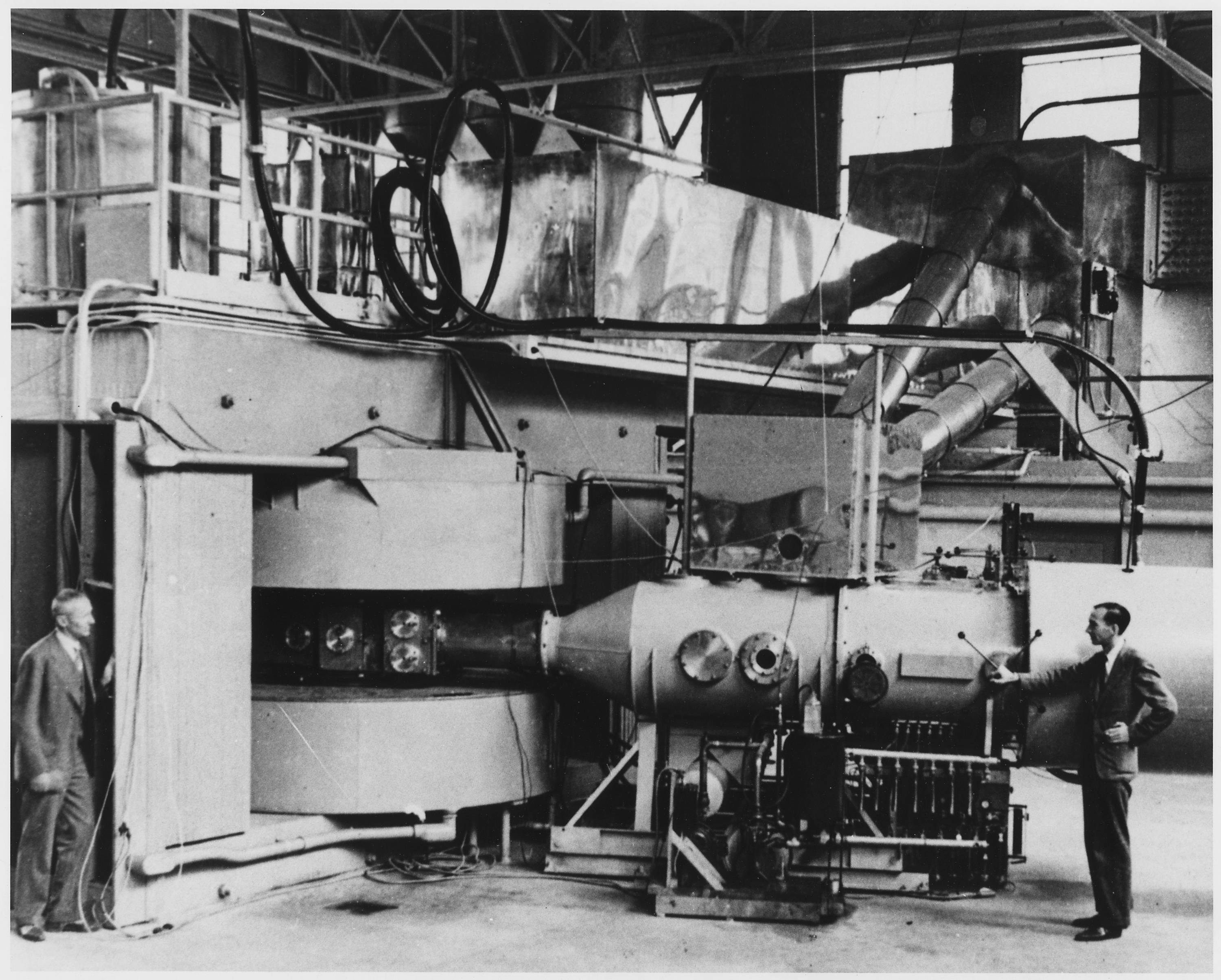
60-Inch-Cyclotron.

El americio fue aislado por primera vez por Glenn T. Seaborg, Leon O. Morgan, Ralph A. James, y Albert Ghiorso en 1944 en el Laboratorio de Metalurgia de la Universidad de Chicago. El equipo creó el isótopo 241Am a partir de 239Pu, bombardeándolo con neutrones en un reactor nuclear. Esto se transformó en 240Pu y después en 241Pu, cambiando así a 241Am por desintegración beta. Seaborg obtuvo la patente US 3156523 para "Element 95 and Method of Producing Said Element" (Elemento 95 y el método para producir dicho elemento).

## Características notables

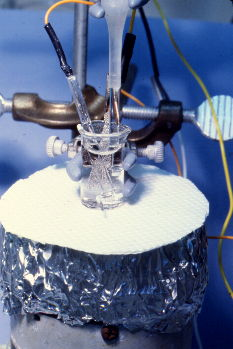
Americio en su estado de oxidación III en Na2CO3 2M

El americio puro tiene un lustre plateado y blanco. Es más plateado que el plutonio y el neptunio, y aparentemente más maleable que este o el uranio. La desintegración alfa de 241Am es aproximadamente tres veces la del radio. Unos cuantos gramos de 241Am emiten una alta cantidad de rayos gamma, lo cual crearía serios problemas de salud a cualquiera que se expusiese al elemento. También presenta la característica de que es fisible.

## Isótopos
Han sido descritos 19 radioisótopos del americio, siendo los más estables el 243Am con una vida media de 7370 años y el 241Am con vida media de 472,7 años. El resto de los isótopos radiactivos tienen vidas medias menores que 51 horas, casi en su mayoría mayores a 100 minutos. El elemento también tiene ocho isómeros nucleares, siendo el de mayor estabilidad 242mAm (vida media de 141 años). Los pesos atómicos de los isótopos de americio oscilan entre 231,046 u.m.a (del 231Am) hasta 249,078 u.m.a. (correspondientes al 249Am).

## Occurrencia

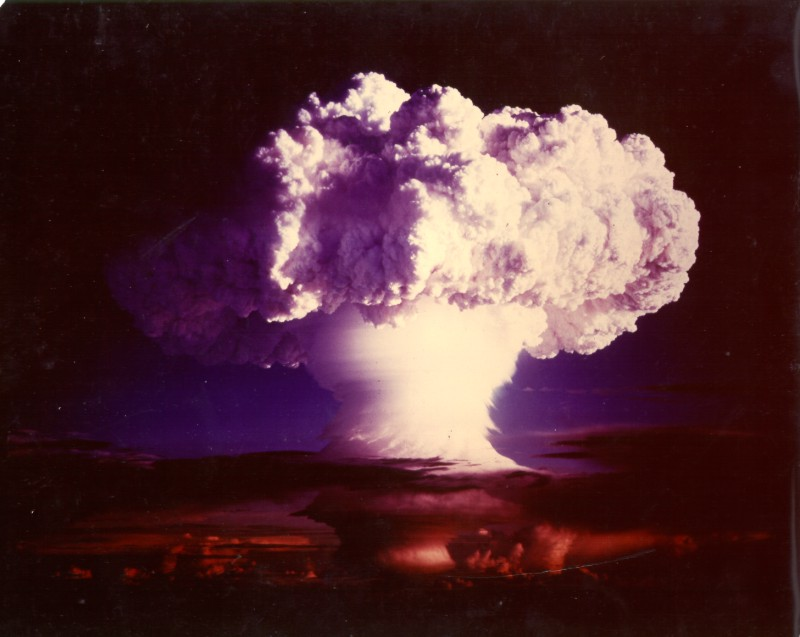
El americio fue detectado en la lluvia radioactiva del ensayo nuclear Ivy Mike.

Los isótopos de americio más longevos y comunes, 241Am y 243Am, tienen vidas medias de 432,2 y 7370 años, respectivamente. Por lo tanto, cualquier americio primordial (americio que estuvo presente en la Tierra durante su formación) ya debería haberse descompuesto. Es probable que se produzcan trazas de americio de forma natural en los minerales de uranio como resultado de reacciones nucleares, aunque esto no se ha confirmado.
El americio existente se concentra en las áreas utilizadas para las pruebas de armas nucleares atmosféricas realizadas entre 1945 y 1980, así como en los sitios de incidentes nucleares, como el desastre de Chernóbil. Por ejemplo, el análisis de los escombros en el sitio de prueba de la primera bomba de hidrógeno de EE. UU., Ivy Mike, (1 de noviembre de 1952, atolón Enewetak), reveló altas concentraciones de varios actínidos, incluidos americio; pero debido al secreto militar, este resultado no se publicó hasta más tarde, en 1956. Trinitita, el residuo vítreo que quedó en el suelo del desierto cerca de Alamogordo, Nuevo México, después de la prueba Trinity basada en el plutonio prueba de la bomba nuclear el 16 de julio de 1945, contiene rastros de americio-241. También se detectaron niveles elevados de americio en la sitio del accidente de un avión bombardero estadounidense Boeing B-52, que transportaba cuatro bombas de hidrógeno, en 1968 en Groenlandia.
En otras regiones, la radiactividad promedio de la superficie del suelo debido al americio residual es de solo alrededor de 0,01 picocuries/g (0,37 mBq/g). Los compuestos de americio atmosférico son poco solubles en solventes comunes y en su mayoría se adhieren a las partículas del suelo. El análisis del suelo reveló una concentración de americio alrededor de 1900 veces mayor dentro de las partículas del suelo arenoso que en el agua presente en los poros del suelo; una proporción aún mayor se midió en suelos francos.
El americio se produce principalmente de manera artificial en pequeñas cantidades, con fines de investigación. Una tonelada de combustible nuclear gastado contiene alrededor de 100 gramos de varios isótopos de americio, principalmente 241Am y 243Am. Su radiactividad prolongada no es deseable para la eliminación, por lo que el americio, junto con otros actínidos de larga vida, debe ser neutralizado. El procedimiento asociado puede implicar varios pasos, en los que el americio se separa primero y luego se convierte mediante bombardeo de neutrones en reactores especiales en núclidos de vida corta. Este procedimiento es bien conocido como transmutación nuclear, pero todavía se está desarrollando para el americio. Los elementos transuránicos del americio al fermio se producían de forma natural en el reactor de fisión nuclear natural de Oklo, pero ya no lo hacen.
El americio es también uno de los elementos que se han detectado en la Estrella de Przybylski.

## Aplicaciones
Este elemento puede ser producido en cantidades de varios kilogramos y tiene algunos usos (en especial el 241Am, en virtud de que es relativamente más sencillo producir muestras de este radioisótopo). Este mismo radioisótopo fue utilizado como una fuente portátil de rayos gamma para su uso en radiografías. El isótopo 242Am es un emisor de neutrones y además es citado para uso en un avanzado cohete de propulsión nuclear; sin embargo, es demasiado caro como para producirse en cantidades suficientemente grandes.

## Usos en el hogar
El americio tiene cierta utilidad en el hogar y en la industria: algunos detectores de humo contienen una pequeña muestra, normalmente unos 0,9 microcurios (cerca de 0,2 miligramos) de 241Am, como fuente de radiación ionizante. El funcionamiento de estos detectores se basa en la disminución de la conductividad del aire. Una cámara del detector permite el contacto entre el americio y el ambiente. Dicho aire es ionizado por la presencia de partículas alfa provenientes de la desintegración de los núcleos de 241Am y se vuelve, por tanto, conductor, cerrando así un circuito. La presencia de otras partículas no ionizadas reduce la conductividad dentro de la cámara, interrumpe el circuito, y permite que suene la alarma. Cabe destacar que la cantidad de americio presente en estos detectores no pone en peligro la salud de los inquilinos. A pesar de que se prohíba su comercialización el hecho de tener uno instalado no significa incurrir en un delito. Estas alarmas fueron retiradas del mercado debido a que su gestión como residuos era especial y más cara de lo normal.

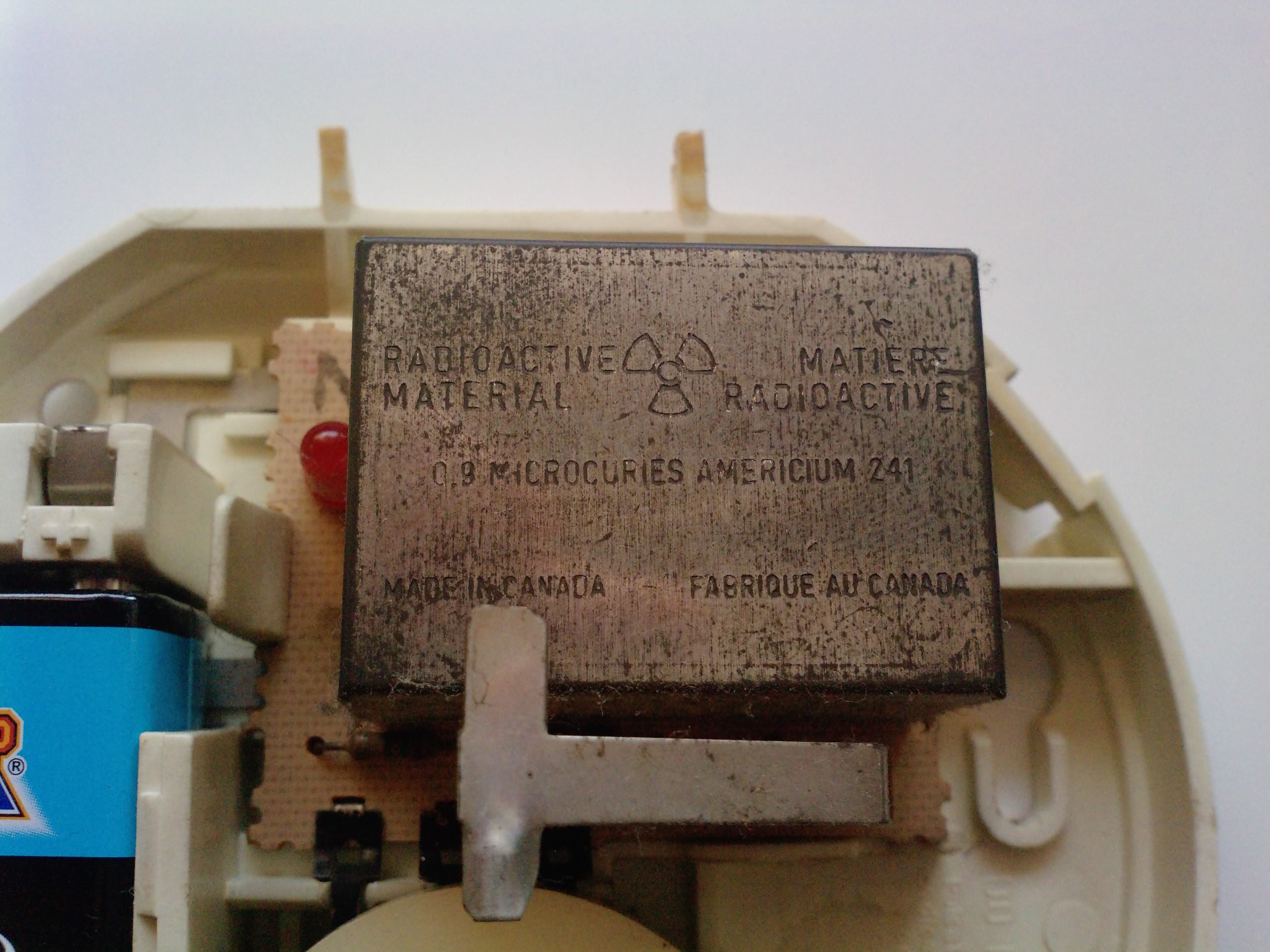
Cámara de la alarma de humo en la que está contenido el ^{241}Am.

## Química
El número de oxidación más común del americio es +3. Es mucho más complicado oxidar Am(III) a Am(IV) que hacerlo de Pu(III) a Pu(IV) en solución acuosa.
Los científicos trabajan para reducir la radiotoxicidad o bien encontrar el modo de hacerla útil para ser usada como combustible nuclear.
El americio, a diferencia del uranio, no forma fácilmente dióxido de americio (AmO2). Esto se debe a su dificultad para oxidarse por arriba de +3 cuando se encuentra en solución acuosa. En el medio ambiente puede hacerse un compuesto complejo agregándose el carbono y oxígeno.
- AmO2(OH)+1
- AmO2(OH)2+2
- AmO2CO3+1
- AmO2(CO3)2-1
- AmO2(CO3)3-3